# Lentamente (canción de Fey)
«Lentamente», es el primer sencillo del disco Dulce tentación de la cantante Fey. Este sería su primer número uno después de casi cinco años de no haber rozado las listas latinoamericanas.

## Antecedentes
Sam 'FISH' Fisher editó un remix para la mexicana en 1997 y siempre habría mostrado interés por trabajar junto con esta. Aquel año le escribe en secreto una canción que mejoró junto a su ex- esposa en el 2003. En el 2006 la cantante Milissa la incluyó en su álbum Ocean Grove (sin ser sencillo).    
Después del fracaso comercial de su antecesor álbum y de haberse retirado de la casa disquera EMI, Fey va en la búsqueda de nuevos colaboradores para editar una nueva producción, crucial en su carrera ya que este disco de por sí marcaría si sigue o no en el ambiente musical. Así, en el transcurso del 2007 - 08 Fey conoce a Fisher y ambos se proponen editar una nueva producción. En ese mismo encuentro Fisher le confiesa a Fey que le habría escrito una canción y que le gustaría que la cantante la grabara.
Fey escuchó el tema en inglés, decide hacer cambios drásticos en sonidos y masterización de la canción y adapta una versión junto a su hermano Paco Blázquez al español.

## Lanzamiento
Fey tenía planeado realizar el lanzamiento para inicios de marzo, pero la canción al igual que Cicatrices también empezó a filtrarse en internet desde enero del 2009 con pequeños cortes. Ante la insistencia de sus seguidores, Fey publica Lentamente el 2 de febrero de 2009. Su vídeo se grabó en el transcurso de febrero - marzo de ese mismo año en México siendo estrenado mundialmente por Ritmoson latino el 17 de marzo de 2009 simultáneamente en países como Estados Unidos, México, Venezuela y España. Posee una versión anglosajona titulada Let me show you, estrenada el 5 de mayo en los Estados Unidos.

## Video musical

### Grabación

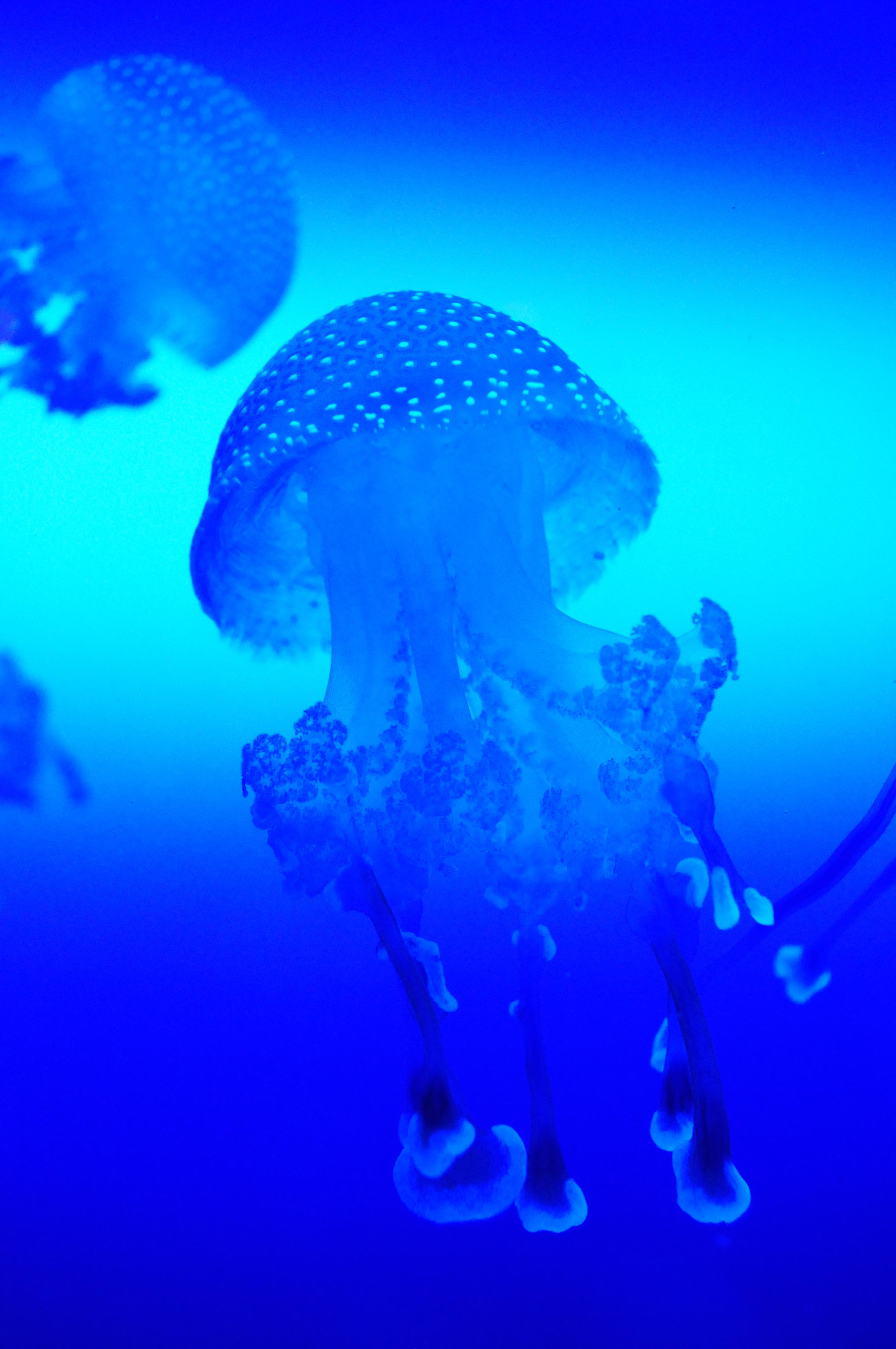
Fey aparece en el video usando un vestido que flamea en el espacio, similar a una Medusa marina

Lentamente estuvo bajo la dirección de Luis Cage, quien debutó como productor de videos musicales con esta canción. Anteriormente, Cage trabajaba como director de animaciones y efectos en 3D. Tales trabajos le valieron para plasmarlos en la edición de este video. 
Los fondos o lugares donde se desarrolla el video fueron elaborados en Green Scream, usado en películas de animación. Fey afirmó que la primera propuesta que Cage le habría detallado le gustó, lo cual no le pasa con frecuencia a Fey al momento de grabar un videoclip. El video se basa en el concepto de vanguardia así como el retro en puntos importantes.  
Un aspecto primordial al inicio del video son los movimientos corporales de los bailarines, los cuales tienen que denotar movimientos extraños que quizá estén de moda dentro de varias décadas. Fey trabajo con una coreógrafa que ya conocía de años llamada Guille. Esta también le ayudó en la búsqueda de bailarines así como también la elaboración de la coreografía de la canción.   
El video fue grabado en un estudio de las afueras de la Ciudad de México, con un promedio de dos días de grabación, la posproducción del video, según Fey, duró algunos meses.  Los vestuarios fueron elaborados por Loly Lupercio en base al tema futurizo del video, apareciendo seres extraños que van acorde a esta temática. Igualmente, Fey usó atuendos como un vestido de corsé platino con falda plástica, un vestido dorado con un peinado aludiendo a una antena de televisión y finalmente un vestido blanco el cual flota parecido a una medusa marina.

### Trama

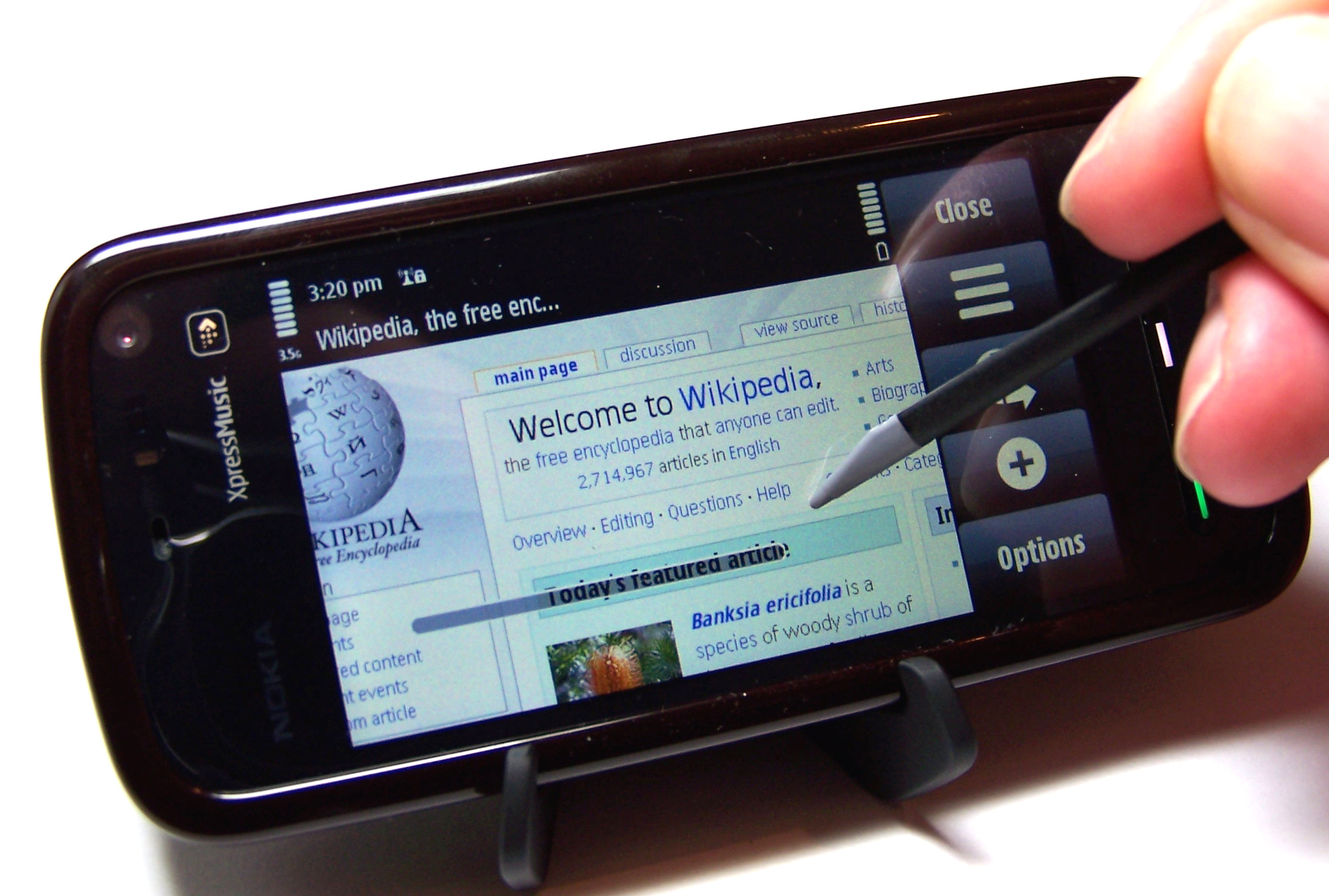
Fey utiliza un celular touch de Nokia en algunas escenas de Lentamente

El video empieza con un tren que viaja a través del espacio. Fey dijo que este tren representa el tren de la vida por la cual uno va en distintos caminos. Luego aparecen los bailarines uno a uno juntamente con Fey y de fondo las escrituras en distintos idiomas de Paz y Amor (por ejemplo en el minuto 0:19 del video se puede leer Paz en chino 和平 y Amor en japonés 愛). Finalmente aparece la palabra Paz en español. 
Luego de esto, aparece Fey interpretando el tema con su vestido plástico, en estas escenas Fey usa un celular touch de la marca Nokia, del cual se proyectan imágenes disparadas del dedo de Fey. Pasado esto, nuevamente Fey aparece esta vez en el túnel del supuesto tren usado en el video.
En la parte del coro se usó un vestido blanco que flamea en el espacio, conjuntamente con una llamativa alhaja bordeando el cuello de Fey al igual del uso de lentes de sol con luna transparente. Después de esto nuevamente aparecen los bailarines. Alterno a esto aparece en la segunda estrofa un robot, el cual contrasta todo concepto de que solo los humanos pueden tener sentimientos. Aquí el robot se enamora de Fey y empieza irónicamente a sentir lentamente sentimientos. Posiblemente se puede resaltar la influencia del video All is full of love de la cantante islandesa Björk ya que igualmente aparecen robots que se enamoran. 
En el segundo coro, una parte más rápida tanto en canción como en video, Fey dispara pequeñas pantallas con simples toques, similar a los toques del celular. Ya para la parte final, Fey repite la mitad de la primera estrofa de la canción en forma robótica. Aquí se aprecia el uso de un vestido dorado con un peinado de antenas de televisión. Finalmente Fey nuevamente aparece al lado de sus bailarines, reapareciendo el robot que admite sus sentimientos. 

### Recepción

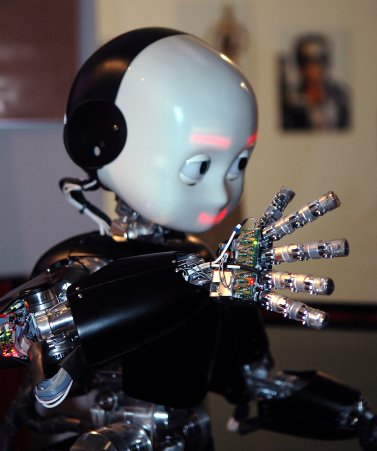
En el videoclip también aparece un robot, similar en algunos aspectos al de la imagen

Fey lanzó el video en el canal de música Ritmoson Latino, donde se desenvolvió de una manera ventajosa. Al igual que en el programa TopTen donde logró el número uno por dos semanas consecutivas. 
Igualmente, el video contó con numerosas reproducciones en YouTube, pero las publicaciones no fueron hechas oficialmente por Fey. Hubo un video que para el mes de julio del 2009 ya contaba con más de 700 000 reproducciones en curso, pero para mala suerte del video, este fue eliminado. Las constantes publicaciones por seguidores (publicaciones no oficiales) también afectaron al video, teniendo un número de reproducciones repartidas, desfavoreciendo totalmente al video. Actualmente por el canal oficial de Fey, se ha hecho un conteo de más de 200 000 reproducciones desde su publicación en agosto del 2009.

## Promoción y éxito
Desde incluso antes de la publicación del álbum, la prensa mexicana ya había fichado al disco como fracaso.  A pesar de las duras críticas Fey empezó con la promoción del álbum y de su primer sencillo oficial a finales de abril. 
En los América Top 100, Lentamente debuta en el puesto 93 en la semana 11 del 2009. Pasado algunas semanas, siendo la semana 24 Lentamente ocupa el puesto uno, con una semana de permanencia en esta ubicación.
En México, Lentamente debuta en las listas de Las 40 principales en la posición 40 para luego de unas semanas saltar a la posición uno con cuatro semanas en esta ubicación. Otro ranking como los Top Ten, Lentamente llega al uno y se mantiene por dos semanas en esta ubicación. 
En el ranking Top latino, Lentamente hace su ingreso en la posición más alta (# 16) se mantiene por 8 semanas en lista y logra la posición 10 como la más alta, mientras en Argentina, Lentamente logra ingresar a los rankings radiales con moderado éxito.   
Por su parte Fey realiza la promoción del sencillo en varios programas televisivos en México (como en la telenovela Atrévete a soñar  donde interpreta el tema) e incluso Argentina.

## Crítica y recepción
Lentamente abarca estilos electrónicos, con tenues fusiones de synthpop que al mezclarse con diferentes sonidos logra como resultado algo totalmente bailable, rítmico, y con buen acorde musical. 
La especializada página Allmusic califica a la canción como fantástica ya que la voz de Fey encuentra la melodía en este tema. Los críticos de la página musical española THE DREAMERS califican al tema como medio house, medio pop, medio dance, y donde medio canta Fey. Agrada el concepto de la canción pero, desde su punto de vista creen que pudo estar mucho mejor. Además indicaron que fue una mala elección como primer sencillo y que se escucha mejor en inglés. También específica la polémica que se desató al compárasele con Can't get you out of my head de la cantante australiana Kylie Minogue, sosteniendo que lo único que se pudo haber copiado de la canción es el sonido dance.
Finalmente en el transcurso de la promoción de Lentamente, Fey recibe disco de oro por 40 000 copias vendidas por su álbum.  

### Controversias

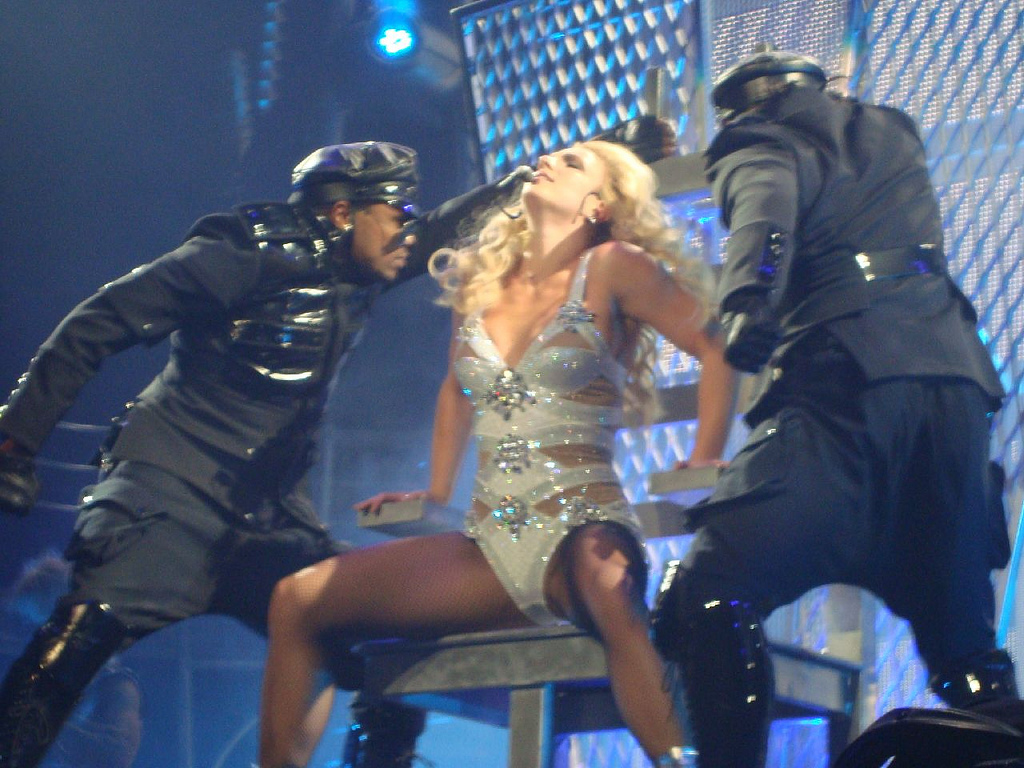
Britney Spears cantando Hold it against me en Vancouver, 2011

La cantante estadounidense Britney Spears fue acusada por los seguidores de Fey de haber copiado partes del videoclip de Lentamente en su vídeo Hold it against me de su álbum Femme fatale (2011). Se alegaron varias comparaciones es el caso del uso de alhajas, promoción de marcas electrónicas (Nokia por Fey y Sony por Britney), movimientos de manos similares y el tan discutido vestido blanco usado por ambas. 
Si bien ambos vídeos tienen un concepto acerca del futurismo, las comparaciones saltan a luz en que ambas cantantes hacen flotar el vestido en sus respectivos clips. Aunque fue una guerra originada por seguidores, lo cierto es que ninguna de las cantantes se ha referido al tema.

## Lista de canciones
| Sencillo en CD — Español |                                                       |          |  |
| N.º                      | Título                                                | Duración |  |
| 1.                       | «Lentamente» (Radio edit)                             | 3:43     |  |
| 2.                       | «Lentamente» (Mijangos extended remix)                | 6:59     |  |
| 3.                       | «Lentamente» (Bernal extended remix glow in the dark) | 8:23     |  |
| 4.                       | «Lentamente» (Kermit extended remix)                  | 6:40     |  |

| Sencillo en CD — Inglés |                                                            |          |  |
| N.º                     | Título                                                     | Duración |  |
| 1.                      | «Let me show you» (Radio edit)                             | 3:43     |  |
| 2.                      | «Let me show you» (Mijangos extended remix)                | 6:59     |  |
| 3.                      | «Let me show you» (Bernal extended remix glow in the dark) | 8:23     |  |
| 4.                      | «Let me show you» (Kermit extended remix)                  | 6:40     |  |

## Posición en listas
| Charts (2009)             | Mayor posición |
| ------------------------- | -------------- |
| Argentina                 | 9              |
| España (vídeo)            | 4              |
| México: América Top 100   | 1              |
| México Las 40 principales | 1              |
| México Top Ten (vídeo)    | 1              |
| Monitor Latino            | 8              |
| Top Latino                | 10             |

| Charts (2009)             | Mayor posición |
| ------------------------- | -------------- |
| México Las 40 principales | 39             |

### Listas semanales (Top Latino)
| Posición | 16 | 19 | 18 | 13 | 10 | 12 | FR | RI | 27 |

FR "Fuera de ranking" /
RI "Reingreso" (# 39) 